# Menhirs de Pierre-Levée
Les menhirs de Pierre-Levée sont situés à Olonne-sur-Mer, sur la commune des Sables-d'Olonne, dans le département français de la Vendée.

## Protection
Ils sont classés au titre des monuments historiques en 1982.

## Description
Le groupe est composé de deux menhirs. Le premier, en schiste, qui fut redressé en 1922 par Marcel Baudouin, mesure 3,20 m de hauteur. Le second est un grand bloc de granite de 3,50 m de haut, 1,50 m de large et 1,55 m d'épaisseur en moyenne.